# Maja Mihalinec Zidar
Maja Mihalinec Zidar (ur. 17 grudnia 1989 w Mozirju) – słoweńska lekkoatletka specjalizująca się w biegach krótko i średniodystansowych, uczestniczka mistrzostw Europy, świata oraz igrzysk olimpijskich w 2016 roku.

## Życiorys

### Życie prywatne
Jej matka, Damijana, jest trenerem siatkówki i byłą zawodniczką, jej młodsza siostra Katja także grała w siatkówkę. Maja przygodę ze sportem również zaczęła od siatkówki, ale jej nauczyciel wychowania fizycznego namówił ją do treningów lekkoatletycznych. Przez pewien czas trenowała w obu dyscyplinach sportowych, ale potem wybrała lekkoatletykę. Jej partner, Luka Zidar, także uprawia lekką atletykę, specjalizując się w skoku wzwyż.

### Wykształcenie
Uczęszczała na Uniwersytet w Lublanie, gdzie studiowała nauki społeczne. Po przeprowadzce do USA w 2008 roku studiowała komunikację na University of Nebraska Omaha. Oba te kierunki ukończyła.

### Jako juniorka
Maja Mihalinec Zidar zdobyła swoje pierwsze międzynarodowe doświadczenie w 2005 roku na mistrzostwach świata juniorów w Marrakeszu, gdzie odpadła w eliminacjach biegu na 100 metrów z czasem 12,03. W 2007 roku dotarła do półfinałów mistrzostw Europy juniorów w Hengelo w biegu na dystansie 100 metrów. Rok później na tym samym dystansie osiągnęła podobny rezultat na mistrzostwach świata juniorów w Bydgoszczy.

### Jako seniorka
W latach 2014–2016 i 2019 była mistrzynią Słowenii w biegu na 100 metrów, a w 2016 i 2019 roku ponadto na 200 metrach.

#### Mistrzostwa Europy
W 2014 roku zakwalifikowała się do mistrzostw Europy w Zurychu. W następnym roku wzięła udział w biegu na 60 metrów podczas Halowych Mistrzostw Europy w Pradze i dotarła do półfinałów, gdzie ukończyła udział z rezultatem 7,29. Podczas mistrzostw Europy w Amsterdamie dotarła do półfinałów na dystansie 100 i 200 metrów i została tam wyeliminowana z czasami kolejno 11,55 i 23,17. W 2019 wzięła udział w mistrzostwach Europy w Glasgow, gdzie w biegu na 60 metrów zajęła 6. miejsce.

##### Mistrzostwa świata
W 2015 roku wzięła udział w Mistrzostwach Świata w Pekinie i dotarła tam do półfinałów na dystansie 200 metrów. Na mistrzostwach świata w 2016 roku w Portland dotarła do półfinału. Dzięki temu rezultatowi zdobyła kwalifikację na igrzyska olimpijskie.

##### Igrzyska olimpijskie
Wzięła udział w biegu na 200 metrów podczas igrzysk w Rio de Janeiro. W pierwszej rundzie zajęła 6. miejsce z czasem 23.38. Rezultat ten nie dał jej awansu do kolejnego etapu rywalizacji.